# Киселёв, Валерий Александрович
Валерий Александрович Киселёв (род. 31 декабря 1941, Челябинск) — советский хоккеист, вратарь. Советский, российский тренер. Заслуженный тренер Казахской ССР. Заслуженный тренер Республики Казахстан.

## Биография
Воспитанник челябинских команд «Авангард» (тренеры Альберт Данилов, Сергей Захватов) и ЧИМЭСХ (тренер Николай Сидоренко).
Начинал играть в команде чемпионата РСФСР «Буревестник» Челябинск (1958/59 — 1959/60). Семь сезонов (из них пять — в классе «А») отыграл за «Трактор». Самым важным событием в карьере считает победу над ЦСКА 6 февраля 1962 года — «Трактор», проигрывая 0:3, выиграл 5:4 в присутствии 17 тысяч (по другим данным — 5,5 тысяч) зрителей. В 1967 году перешёл в команду второй лиги «Автомобилист» Алма-Ата. С 1972 года клуб под названием «Енбек» стал играть в первой лиге. В 1975 году вышло из строя оборудование ледового дворца, и команда прекратила существование. В 1975—1980 годах Киселёв работал преподавателем физкультуры в школе и профтехучилище.
В возродившемся «Енбеке» работал тренером вратарей (1980—1981), тренером (1981—1983), старшим тренером (1984). Тренер вратарей в командах «Ижсталь» (1984—1986), «Трактор» (1987—1990), «Торпедо» Ярославль (1990—1996), «Лада» (1996—2000), «Торпедо» Нижний Новгород (2000—2001), «Авангард» (2001—2002), «Салават Юлаев» (2002—2003). Тренер в клубах «Казахмыс» (2003—2008), «Капитан» (2008—2009), «Рысь» (2009—2010), «Трактор» (2010, тренер вратарей). С 25 января 2011 — исполняющий обязанности главного тренера «Казахмыса», затем — главный тренер. Тренер вратарей «Бейбарыса» (2011—2012), «Немана» Гродно (2012—2013).
Среди воспитанников — Юрий Леонов, Сергей Молчанов, Сергей Вологжанин, Сергей Мыльников, Валерий Карпов, Константин Астраханцев, Алексей Путилин, Алексей Червяков, Евгений Рябчиков, Евгений Тарасов, Егор Подомацкий, Илья Брызгалов, Василий Кошечкин, Георгий Гелашвили, Александр Бызов, Алексей Губарев, Павел Житков.
Сын Александр (род. 1972) в 1990-х годах выступал за клубы низших лиг.